# Ignaz Stummer
Ignác František Stummer (německy Ignaz Franz Stummer) (2. prosince 1824 Bystřice nad Úhlavou – 3. dubna 1876 Plzeň) byl česko-rakouský právník a soudce. Od mládí působil v justiční sféře, nakonec byl prezidentem krajských soudů v Táboře (1872–1874) a Plzni (1874–1876).

## Životopis
Narodil se v Bystřici nad Úhlavou jako čtvrtý potomek do početné rodiny Augusta Stummera (1789–1867), ředitele velkostatků knížat Hohenzollernů v západních Čechách. Jako absolvent práv vstoupil do soudní služby v roce 1847 k Zemskému soudu v Praze. Jako soudní adjunkt působil od roku 1850 u Krajského soudu v Kutné Hoře, později se vrátil do Prahy k Vrchnímu zemskému soudu. Od roku 1858 byl radou Krajského soudu v Liberci, na stejném postu pak působil znovu v Kutné Hoře a v Praze, kde byl od roku 1868 radou Vrchního zemského soudu. V letech 1872–1874 zastával funkci prezidenta Krajského soudu v Táboře a nakonec byl prezidentem Krajského soudu v Plzni (1874–1876). 

## Rodina
V roce 1853 se v Kutné Hoře oženil s Josefínou Ludákovou a měl s ní dva syny, Augusta (1854–1891) a Richarda (1862–1921). Oba byli důstojníky v c. k. armádě a v roce 1886 zdědili šlechtický titul rytíře po strýci Eduardovi Stummerovi (1820–1886), který byl nobilitován jako dlouholetý tajemník kanceláře ministerského předsedy. 
Další Ignazův bratr Rudolf (1827–1891) byl státním úředníkem, nakonec místodržitelským radou a okresním hejtmanem v Litoměřicích. Ve státních službách i v politice se uplatnil také další bratr Josef (1834–1903), který byl mimo jiné poslancem českého zemského sněmu a svou kariéru završil jako sekční šéf na ministerstvu vnitra. 